# Trevor Steven
Trevor Steven (Berwick-upon-Tweed, 21 settembre 1963) è un procuratore sportivo ed ex calciatore inglese, di ruolo centrocampista.

## Carriera

### Club
Ala, ha giocato per tre anni al Burnley, prima di passare all'Everton nel 1983, entrando poi nel giro della Nazionale. Con la seconda squadra di Liverpool ha vinto la FA Cup 1983-1984, la Coppa delle Coppe 1984-1985 e due edizioni della Premier League.
Successivamente ha giocato con gli scozzesi dei Rangers Glasgow con i quali ha conquistato numerosi allori nazionali e poi nell'Olympique Marsiglia, con cui ha vinto il campionato francese nel 1992.

### Nazionale
Ha debuttato nella Nazionale maggiore inglese nel 1985.
Ha fatto parte della spedizione al Mondiale del 1986, all'Europeo del 1988, al Mondiale del 1990 ed infine all'Europeo del 1992. Complessivamente ha segnato 4 reti in 36 partite.

## Dopo il ritiro
Dopo aver chiuso con il calcio giocato ha iniziato a lavorare come commentatore e come procuratore sportivo. Nel 2004 è stato inserito, dopo un sondaggio fra i sostenitori del club, nella formazione ideale di sempre dell'Everton.

## Palmarès

### Competizioni nazionali
- Coppa d'Inghilterra: 1

Everton: 1983-1984
- Campionato inglese: 2

Everton: 1984-1985, 1986-1987
- Charity Shield: 4

Everton: 1984, 1985, 1986, 1987
- Campionato scozzese: 7

Rangers: 1989-1990, 1990-1991, 1992-1993, 1993-1994, 1994-1995, 1995-1996, 1996-1997
- Coppa di Scozia: 2

Rangers: 1992-1993, 1995-1996
- Campionato francese: 1

Olympique Marsiglia: 1991-1992

### Competizioni internazionali
- Coppa delle Coppe: 1

Everton: 1984-1985